# Canton de La Tour-d'Auvergne
Le canton de La Tour-d'Auvergne est une ancienne division administrative française située dans le département du Puy-de-Dôme en région Auvergne. Il a été supprimé en 2015 à la suite du redécoupage des cantons du département ; ses 8 communes ont intégré le canton du Sancy.

## Géographie
Ce canton est organisé autour de La Tour-d'Auvergne dans l'arrondissement d'Issoire. Son altitude varie de 594 m (Trémouille-Saint-Loup) à 1 883 m (Chastreix) pour une altitude moyenne de 990 m.

## Histoire
- De 1833 à 1848, les cantons de Tauves et de La Tour-d'Auvergne avaient le même conseiller général. Le nombre de conseillers généraux était limité à 30 par département[1].
- Les redécoupages des arrondissements intervenus en 1926 et 1942 n'ont pas affecté le canton de La Tour-d'Auvergne.
- Le canton a été supprimé à la suite du redécoupage des cantons du département, appliqué le 25 février 2014 par décret : les 8 communes intègreront le canton du Sancy[2].

## Représentation

### Conseillers généraux de 1833 à 2015
| Période | Période      | Identité                                                | Étiquette           | Qualité |
| ------- | ------------ | ------------------------------------------------------- | ------------------- | --- |
| 1833    | 1833 (décès) | Jean Moulin                                             |                     | Secrétaire général de préfecture, juge de paix Député (1815-1816) |
| 1833    | 1836         | Baron Prosper de Barante                                | Libéral             | Ambassadeur, écrivain, historien Pair de France, Député (1815-1816) Propriétaire à Dorat Elu en 1842 dans le Canton de Châteldon et dans le Canton de Saint-Rémy-sur-Durolle |
| 1836    | 1842         | Emile Fauverteix                                        |                     | Notaire, maire de Saint-Sauves |
| 1842    | 1873 (décès) | Gabriel Moulin                                          | Droite Orléaniste   | Ancien Directeur des Cultes Avocat général à la Cour de Riom Député (1845-1848, 1849-1851, 1871-1873) Président du Conseil Général (1849-1851)                               |
| 1873    | 1875 (décès) | Marcelin-Laurent-Marie Burin des Roziers                | Droite bonapartiste | Juge, licencié en droit, ancien conseiller général du Canton de Champeix |
| 1876    | 1898         | Octave Burin des Roziers (fils du précédent, 1840-1901) | Droite              | Avocat, maire de Saint-Babel Propriétaire du château de Neuvy (Allier) |
| 1898    | 1930 (décès) | Martin Vigier                                           | Rad.                | Notaire Maire de Latour-d'Auvergne Député (1907-1910) |
| 1930    | 1934         | Jean-Marie Monghal                                      | Rad.                | Négociant à Ayssard (La Tour-d'Auvergne) |
| 1934    | 1940         | Paul Godonnèche                                         | URD                 | Médecin Maire de La Tour-d'Auvergne (1932-1971) Nommé conseiller départemental en 1942                                                                                       |
|         |              |                                                         |                     | |
| 1945    | 1967         | Paul Godonnèche                                         | CNIP puis CD        | Médecin Député (1958-1962) Maire de La Tour-d'Auvergne (1932-1971) |
| 1967    | 1979         | François Andrieux                                       | RI puis DVD         | Médecin, conseiller municipal de La Tour-d'Auvergne |
| 1979    | 1985         | Paul Gayt                                               | PS                  | Agent général d'assurances Maire de La Tour-d'Auvergne |
| 1985    | 1992         | Paul Veyssière                                          | RPR                 | |
| 1992    | 1998         | Henri Boyer                                             | UDF                 | Maire de Trémouille-Saint-Loup (1977-2004) |
| 1998    | 2015         | François Marion                                         | DVD puis UMP        | Employé de banque Maire de Saint-Donat (2008-2020) |

### Conseillers d'arrondissement (de 1833 à 1940)
| Période                                  | Période      | Identité                                                 | Étiquette   | Qualité |
| ---------------------------------------- | ------------ | -------------------------------------------------------- | ----------- | --- |
| 1833                                     | 1839         | Jean Joseph François Marie Burin des Roziers (1786-1855) |             | Avocat à la Cour d'appel de Riom, propriétaire et ancien maire de La Tour-d'Auvergne                        |
| 1839                                     | 1847         | Marcellin Burin des Roziers                              |             | Substitut du Procureur du Roi à Issoire                                                                     |
| 28 nov. 1847                             | 1880 (décès) | François-Gabriel Delsuc (1800-1880)                      |             | Avocat, juge de paix à La Tour-d'Auvergne                                                                   |
| 1880                                     | 1883         | Julien Guérin                                            |             | Maire de Picherande                                                                                         |
| 1883                                     | 1903 (décès) | Antoine Bogros (1825-1903)                               |             | Docteur en médecine à La Tour-d'Auvergne                                                                    |
|                                          |              |                                                          |             | |
| 1907                                     | 1925         | Henri Godonnèche (1872-1943)                             | Républicain | Médecin à La Tour-d'Auvergne, maire de Bagnols                                                              |
| 1925                                     | 1930 (décès) | Alexandre Mounaud (1881-1930)                            | Radical     | Notaire à La Tour-d'Auvergne                                                                                |
| 1930                                     | 1937         | Albert Gaydier                                           | Radical     | Maire de Saint-Donat                                                                                        |
| 1937                                     | 1940         | Clément Bernard (1878-1955)                              | SFIO        | Instituteur, maire de Picherande                                                                            |
| 1940                                     |              |                                                          |             | Les conseils d'arrondissement ont été suspendus par la loi du 12 octobre 1940 et n'ont jamais été réactivés |
| Les données manquantes sont à compléter. |              |                                                          |             | |

## Composition
Le canton de Tour-d'Auvergne groupait 8 communes et comptait 2 527 habitants en 2012 (population municipale).
| Nom                            | Code Insee | Intercommunalité       | Population (dernière pop. légale) |
| ------------------------------ | ---------- | ---------------------- | --------------------------------- |
| La Tour-d'Auvergne (chef-lieu) | 63192      | CC Dômes Sancy Artense | 653 (2013)                        |
| Bagnols                        | 63028      | CC Dômes Sancy Artense | 457 (2014)                        |
| Chastreix                      | 63098      | CC du Massif du Sancy  | 230 (2014)                        |
| Cros                           | 63129      | CC Dômes Sancy Artense | 175 (2014)                        |
| Picherande                     | 63279      | CC du Massif du Sancy  | 349 (2014)                        |
| Saint-Donat                    | 63336      | CC Dômes Sancy Artense | 239 (2014)                        |
| Saint-Genès-Champespe          | 63346      | CC du Massif du Sancy  | 226 (2014)                        |
| Trémouille-Saint-Loup          | 63437      | CC Dômes Sancy Artense | 134 (2014)                        |

## Démographie
| 1962  | 1968  | 1975  | 1982  | 1990  | 1999  | 2006  | 2011  | 2012  |
| ----- | ----- | ----- | ----- | ----- | ----- | ----- | ----- | ----- |
| 5 347 | 4 950 | 4 252 | 3 918 | 3 348 | 2 820 | 2 631 | 2 545 | 2 527 |